# Beth (chanson)
Pour les articles homonymes, voir Beth.
 (janvier 2011).
Si vous disposez d'ouvrages ou d'articles de référence ou si vous connaissez des sites web de qualité traitant du thème abordé ici, merci de compléter l'article en donnant les références utiles à sa vérifiabilité et en les liant à la section « Notes et références ».
Singles de Kiss
Flaming Youth
(1976) Hard Luck Woman
(1976)
Beth est une chanson ballade du groupe de hard rock américain Kiss extraite de l'album Destroyer, en 1976. La chanson a été écrite par Peter Criss et Stan Penridge, qui étaient tous deux dans un groupe appelé Chelsea. Le single a atteint la 7e position aux États-Unis, 5e au Canada et à la 79e position en Australie.
Beth est la seule chanson de Destroyer dont la musique est interprétée avec l'orchestre symphonique de Melbourne, présent aussi dans l'album Kiss Symphony: Alive IV. VH1 a classé le titre à la troisième position du classement 25 Greatest Power Ballads. Seul interprète de cette chanson, Criss est soutenu par un piano et un orchestre à cordes, un changement radical pour tout le groupe quant à son style habituel de hard rock.
La chanson était un ajout de dernière minute à l'album Destroyer. Selon Bill Aucoin (manager de Kiss à cette époque), les membres leaders Simmons et Stanley ne voulaient pas de Beth sur l'album car ce n'était pas une chanson typique de Kiss, mais Aucoin a insisté pour garder la chanson sur le disque. 
Pendant les sessions d'enregistrement de la chanson, Criss était le seul membre de Kiss dans le studio, ce qui en fait la seule chanson du groupe qui ne comporte aucune performance instrumentale par un membre du groupe.

## Autres versions
- Eric Carr a ré-enregistré le chant en 1988 pour la compilation de Kiss, Smashes, Thrashes & Hits.
- Peter Criss a aussi repris la chanson pour son quatrième album studio, Cat 1, sorti en 1994.
- Mark Salling a repris cette chanson dans l'épisode Complètement Gaga (1x20) de la série Glee.
- No Use For A Name ont fait une reprise électrique (et plus rapide que l'originale; contenant même, pendant le solo, un clin d'œil du générique de la série Beverly Hills 90210) de cette chanson comme ghost-track sur leur album Making Friends, sorti en 1997.

## Personnel
- Peter Criss — chants
- Dick Wagner — guitare acoustique
- Bob Ezrin — piano acoustique

## Liste des titres
| A.   | Beth              | Bob Ezrin, Peter Criss, Stan Penridge | 2:45 |
| B.   | Detroit Rock City | Bob Ezrin, Paul Stanley               | 2:57 |
| 5:42 |                   |                                       |      |